# Patrick Lammer
Patrick Lammer (geboren 1980 in Wien) ist ein österreichischer Schauspieler und Musiker.

## Leben und Wirken
Er studierte an der Bayerischen Theaterakademie August Everding in München und machte 2005 seinen Abschluss. Danach war er als Darsteller verpflichtet, unter anderem bei den Bregenzer Festspielen, am Staatstheater am Gärtnerplatz, Prinzregententheater, Akademietheater in Wien und Metropoltheater in München, bei den Carl Orff-Festspiele Andechs, am Theater Erfurt, im Rahmen des „Elysium Festivals“ an der Weill Hall in New York, am Landestheater Linz, an der Volksoper Wien und seit 2007 regelmäßig am Volkstheater Wien, wo er als Pianist, musikalischer Leiter und Sänger tätig wurde. (Das Ballhaus, Regie: Gil Mehmert; Strauss’ Die Fledermaus, Regie: Michael Schottenberg; Brechts Herr Puntila und sein Knecht Matti und Kraus’ Die letzten Tage der Menschheit, Regie: Thomas Schulte-Michels).
Bei der Aufführung von Die Komödie der Irrungen bei den Salzburger Festspielen 2015 in der Regie von Henry Mason hatte Lammer die musikalische Leitung, wobei er die Aufführung mit einem Trio begleitete.
Guido Tartarotti vom Kurier schrieb über die Dreigroschenoper am Volkstheater: „Hervorgehoben sei Patrick Lammer als fantastisch gut interpretierender Moritatensänger.“
2013 entstand ein musikalisches Soloprojekt unter eigenem Namen. Aufgenommen wurde in den Ammann Studios, Cello spielte Christof Unterberger, den Bass Christian Wendt.
Seit 2021 lehrt er an der Musik und Kunst Privatuniversität der Stadt Wien.